# Animax Deutschland
Animax Deutschland – kanał telewizyjny spod znaku Animax pokazujący filmy anime. Ruszył w czerwcu 2007 roku. Pokazuje on między innymi Cowboy Bebop czy Paradise Kiss. Jest on dostępny w sieciach kablowych i platformach cyfrowych.